# Ernst Bösser (Architekt)
Ernst Bösser (auch: Georg Ernst Bösser; * 8. September 1837 in Ziegenhain in Hessen; † 13. März 1908 in Kassel) war ein deutscher Architekt und Baurat mit Wirkungsstätten hauptsächlich in Kassel, Hannover und Hanau.

## Leben

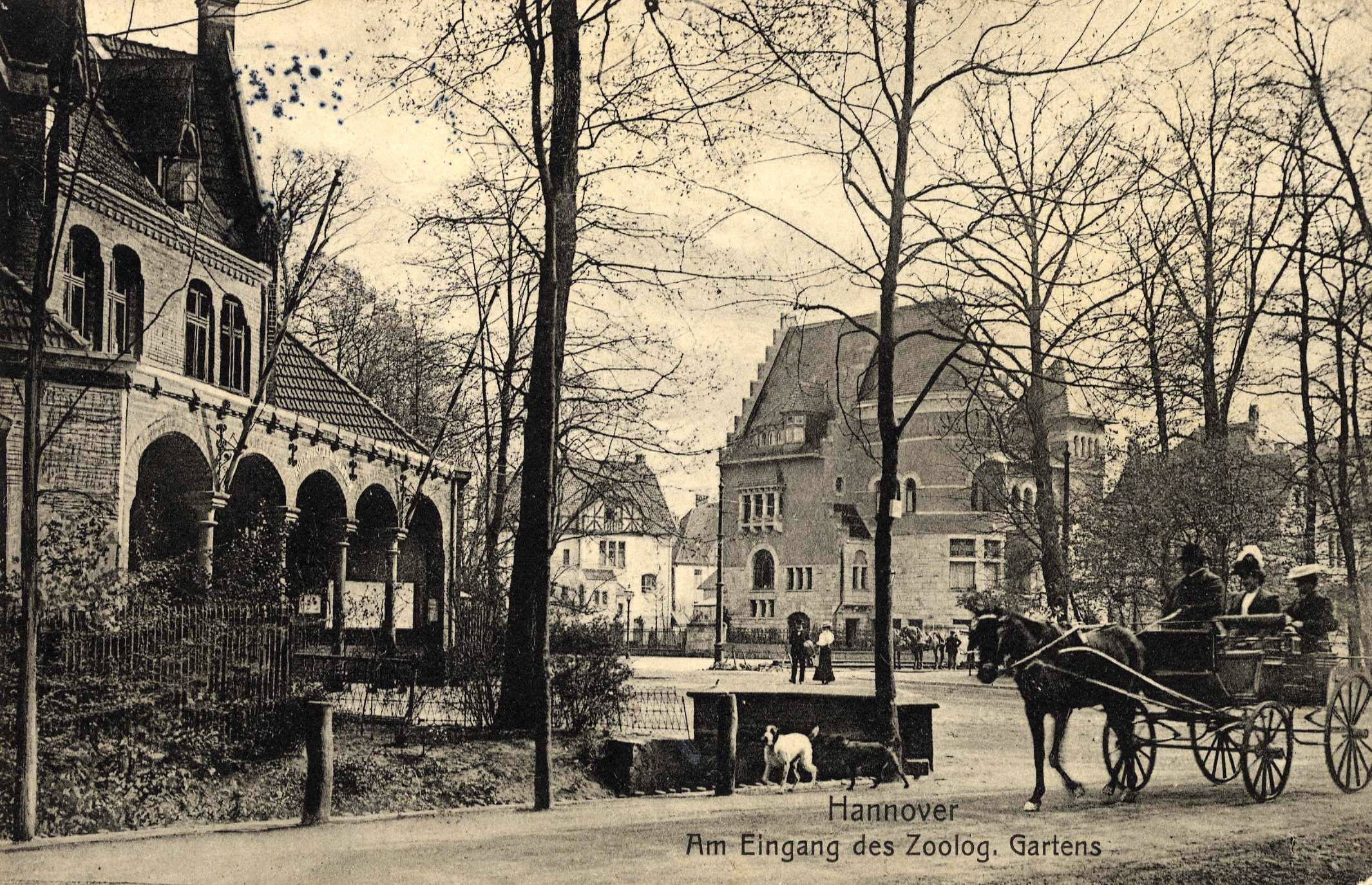
1870 von Bösser errichtetes Torhaus am Zoologischen Garten (links), nicht erhalten;
Ansichtskarte Nr. 548 des Verlags Georg Kugelmann, 1908

Ernst Bösser studierte bis 1857 an der Höheren Gewerbe-Schule in Kassel bei Georg Gottlob Ungewitter Baukunst. Den Anhänger von Conrad Wilhelm Hase zog es nach seinem Studium nach Hannover, wo er zunächst im Architekturbüro von Edwin Oppler tätig wurde. In der seinerzeitigen Residenzstadt des Königreichs Hannover machte sich Bösser 1864 als Architekt selbständig.
Mehrere Jahre in Folge beteiligte sich Bösser am Bau von Schloss Wernigerode und des Gymnasiums in Wernigerode, dem Gräflich evangelischen Gymnasium.
Nach der Ausrufung des Deutschen Kaiserreichs legte Bösser 1872 in Berlin sein Baumeister-Examen ab. In der Folge trat er zunächst in Hanau in den Staatsdienst und wirkte als Landesbauinspektor in Kassel sowie als Baurat.

## Bekannte Werke

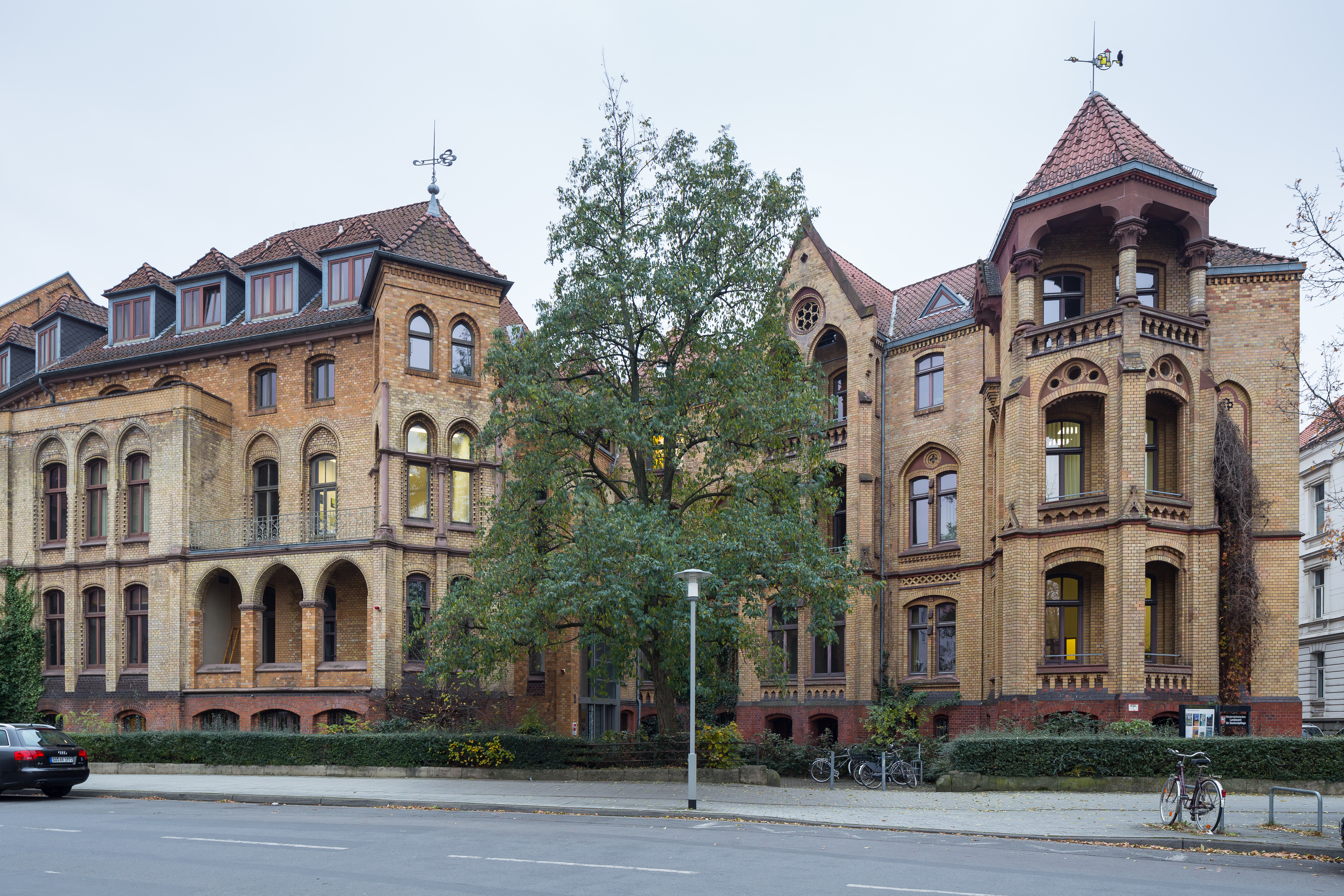
Von Bösser für Carl Rümpler errichtete, später erweiterte Villa unter der – heutigen – Adresse Scharnhorststraße 1 im Stadtteil Zoo, Sitz des Niedersächsischen Landesamts für Denkmalpflege

- 1865: Hannover, Finkenstraße 4 Ecke Schiffgraben: Villa Schmalz; nicht erhalten[2]
  - um 1960 zugunsten des Straßendurchbruchs der Berliner Allee abgebrochen
- 1865–1867: Hannover, Scharnhorststraße 1[2] (früher: Seelhorst 1):[5] Villa des Senators Carl Rümpler, die später Umbauten und Umnutzungen durch andere Architekten erhielt[2]
  - 1882: Umbau zum Vinzenzstift nach Plänen des Architekten Christoph Hehl[2]
  - 1910: Erweiterungsbau an der Kirchwenderstraße nach Plänen des Architekten Carl Prediger[2]
  - 1972: Umnutzung zum Niedersächsischen Landesamt für Denkmalpflege; dabei wurde die Bausubstanz größtenteils erhalten und in den Erweiterungsbau integriert[2]
- 1870: Hannover, Adenauerallee 3 (heute): Torhaus als Eingangsbau zum Zoologischen Gartens; nicht erhalten[2]
- 1869–1871: Wernigerode am Harz: Evangelisches Gymnasium[2]